# Bü 131 (航空機)
ビュッカーBü 131
Bücker Bü-131 Jungmann
- 用途：初等練習機
- 分類：練習機
- 製造者：ビュッカー社
- 運用者
  - ナチス・ドイツ
  - スペイン
  - 大日本帝国
- 初飛行：1934年4月27日
- 運用開始：1935年
- 退役：1968年（スペイン空軍）
- 運用状況：退役

ビュッカーBü 131ユングマン（Bücker Bü 131 Jungmann）は第二次世界大戦前のドイツの初等練習機である。1934年に初飛行した。

## 概要
1932年に設立されたビュッカー社は、軽飛行機を専門に開発を行っていた。その第1弾としてドイツ空軍向けの初歩練習機として開発されたのが、Bü 131である（愛称のユングマンは新兵の意味）。
Bü 131は鋼管構造の胴体と木製桁に羽布張りの主翼を持ち、開放式複座の複葉機だった。テストの結果は飛行性能優秀で、直ちに量産が開始された。その後、エンジンを強化した型が1936年から生産されドイツ国防軍の主要初歩練習機となった。第二次世界大戦後半には、対ソ連軍相手の対地攻撃に用いられた機体もある。
生産はドイツの他、チェコ、スペイン、日本（後述）でライセンス生産された。また、ハンガリー、ユーゴスラビア、スイスなどにも大量に輸出された。

## 日本での運用・生産
日本においては1938年（昭和13年）4月にイリス商会によって1機のBü 131Bが輸入され、日本海軍および陸軍が実験機として使用した。海軍における略符号はKXBu1。また、1938年3月には満洲飛行協会が5機のBü 131を輸入している。
その後、KXBu1を原型として、海軍が九州飛行機で二式初歩練習機「紅葉」（K9W）として、陸軍が日本国際航空工業で四式基本練習機（キ86）として、Bü 131をライセンス生産した。エンジンは、ヒルト社の「HM 504A」を参考に日立航空機が開発した「初風」または「ハ47」（110 hp）である。紅葉は200機、四式基本練習機は1,030機が生産された。
戦後の1999年（平成11年）11月には、エクスペリメンタル航空機連盟の理事を務める小谷修一によって、ライカミング社製の「O-290-D2」エンジンを搭載したレプリカ機「小谷式ユングマン」の製作が開始された。小谷式ユングマンは2010年代末に完成、2020年（令和2年）8月8日に初のジャンプ飛行を行っている。

## 要目
- Bü 131B
- 全幅： 7.40 m
- 全長： 6.60 m
- 全高：2.25 m
- 翼面積： 13.50 m2
- 自重： 390 kg
- 最大離陸重量： 680 kg

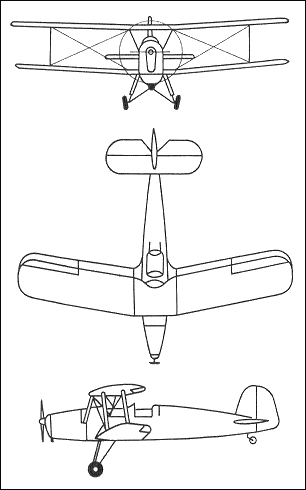
三面図

- エンジン：ヒルト HM 504A-2 空冷列型4気筒( 78 kW / 105 PS )
- 最大速度： 183 km/h
- 巡航速度： 170 km/h
- 最高到達高度： 3,000 m
- 航続距離： 650 km